# Weisenheim am Berg
Weisenheim am Berg là một đô thị thuộc huyện Bad Dürkheim, trong bang Rheinland-Pfalz, phía tây nước Đức. Đô thị Weisenheim am Berg có diện tích 9,21 km², dân số thời điểm ngày 31 tháng 12 năm 2006 là 1687 người.